# Правителство на Пламен Орешарски
Правителството на Пламен Орешарски е деветдесет и второто правителство на Република България, назначено с решение на XLII народно събрание от 29 май 2013г. Управлява страната до 6 август 2014 г., след което подава оставка. Наследено е от правителството на Георги Близнашки.

## Политика

### Вътрешна политика
Правителството идва на власт след парламентарните избори през 2013 г. Бойко Борисов връща мандата, поради отказа на другите три партии в парламента да подкрепят правителство на ГЕРБ. Правителството е оглавено от кандидата на БСП за премиер – финансистът Пламен Орешарски, който сформира експертен кабинет от представители на БСП, ДПС и независими експерти. Партиите, подкрепящи правителството, имат 120 депутати в парламента. Волен Сидеров от Атака осигурява необходимия кворум от 121 души, необходим за започване на заседанието за избор на правителството, като лично се регистрира. Регистрацията му е посрещната с аплодисменти от БСП и ДПС, а депутатите от ГЕРБ напускат пленарната зала.
На 14 юни 2013 г. по предложение на премиера парламентът избира депутата от ДПС Делян Пеевски за председател на ДАНС. Това предизвиква многохилядни протести в София и други големи градове в страната, с искане за оставка на правителството. В някои градове, като Пловдив и Благоевград, протестират и срещу назначените областни управители от квотата на ДПС.

## Съставяне
Кабинетът, предложен от Пламен Орешарски, е формиран от политически дейци на БСП, ДПС и независими експерти. Разпределението на министрите е в съотношение 10:3:4.

### Кабинет
Сформира се от следните 17 министри и един председател:
| министерство                                          | име | име                 | партия     |
| ----------------------------------------------------- | --- | ------------------- | ---------- |
| министър-председател                                  |     | Пламен Орешарски    | безпартиен |
| заместник министър-председател, правосъдие            |     | Зинаида Златанова   | безпартиен |
| заместник министър-председател, икономическо развитие |     | Даниела Бобева      | безпартиен |
| заместник министър-председател, вътрешни работи       |     | Цветлин Йовчев      | безпартиен |
| външни работи                                         |     | Кристиан Вигенин    | БСП        |
| финанси                                               |     | Петър Чобанов       | БСП        |
| отбрана                                               |     | Ангел Найденов      | БСП        |
| икономика и енергетика                                |     | Драгомир Стойнев    | БСП        |
| труд и социална политика                              |     | Хасан Адемов        | ДПС        |
| инвестиционно проектиране                             |     | Иван Данов          | БСП        |
| земеделие и храни                                     |     | Димитър Греков      | БСП        |
| регионално развитие                                   |     | Десислава Терзиева  | БСП        |
| транспорт, информационни технологии и съобщения       |     | Данаил Папазов      | БСП        |
| околна среда и води                                   |     | Станислав Анастасов | ДПС        |
| здравеопазване                                        |     | Таня Андреева       | БСП        |
| образование и наука                                   |     | Анелия Клисарова    | БСП        |
| култура                                               |     | Петър Стоянович     | безпартиен |
| младеж и спорт                                        |     | Мариана Георгиева   | ДПС        |

- 1: – преобразуват се на основание чл. 84, т. 7 и чл. 108 от Конституцията на Република България следните учреждения:
  - Министерството на регионалното развитие и благоустройството – в Министерство на регионалното развитие;
  - Министерството на икономиката, енергетиката и туризма – в Министерство на икономиката и енергетиката;
  - Министерството на физическото възпитание и спорта – в Министерство на младежта и спорта;
  - Министерството на образованието, младежта и науката – в Министерство на образованието и науката.
- 2: – създават се на основание чл. 84, т. 7 и чл. 108 от Конституцията на Република България следните учреждения:
  - Министерство на инвестиционното проектиране.

### Промени в кабинета

#### от 19 юни 2014
- Министърът на околната среда и водите Искра Михайлова е избрана за евродепутат и освобождава министерския пост. На нейно място е избран Станислав Анастасов.

## Оставка
Протести срещу кабинета „Орешарски“ започват още преди избирането на Пламен Орешарски за министър-председател и неговия кабинет от Народното събрание, след огласяването на неговия избор за министри. Протестите възникват като реакция едновременно на личността на Орешарски и министрите му, както и очакваните и оповестени политики, особено свързани със зелени теми като: застрояване на природни места, строеж на АЕЦ „Белене“ и други. Впоследствие към това се добавя и практиката за непрозрачно назначаване на държавни длъжности, първото от които е за шеф на ДАНС. Протестите продължават повече от година – 405 дни. В резултат на протестите нарастват и противоречията между партиите подкрепящи правителството – БСП и ДПС  на 23 юли 2014 г. министър-председателят Пламен Орешарски подава оставката на правителството си.